# 1249 w literaturze
Wydarzenia literackie w 1249 roku.

## Urodzili się
- Menachem Meiri, żydowski teolog (zm. 1315)
- Richard z Middleton, teolog i filozof (zm. ok. 1308)
- Wu Cheng, chiński filozof i poeta (zm. 1333)

## Zmarli
- Song Ci, chiński pisarz (ur. 1186)
- Lucas de Tuy, hiszpański historyk i intelektualista (ur. w II połowie XII wieku)
- Pier della Vigna, włoski poeta (ur. ok. 1190)
- Walter z Château-Thierry, francuski teolog i filozof (rok narodzin nieznany)
- Wilhelm z Owernii, francuski teolog i filozof (ur. między 1180 a 1190)
- William z Sherwood, angielski logik i filozof (ur. 1190)